# Schlegelia fuscata
Schlegelia fuscata är en tvåhjärtbladig växtart som beskrevs av Alwyn Howard Gentry. Schlegelia fuscata ingår i släktet Schlegelia och familjen Schlegeliaceae. Inga underarter finns listade i Catalogue of Life.